# 愛光丸
愛光丸（あいこうまる）は、かつて三光汽船が所有・運航した原油タンカー。

## 概要
1976年三菱重工業長崎造船所で建造された、愛光丸級2隻の1番船で、三菱重工が建造した最大船型である400型タンカーの第1船でもある。
本級2隻は日本船籍史上では「日精丸」に次ぐ大きさであった。
竣工後ペルシア湾～欧州の原油輸送に従事したが、その後海外に売却され、「Embassy」、「Hellespont Embassy」と改名。2003年に解体された。

## 同型船
- 2番船　「仁光丸（じんこうまる）」

1976年5月25日竣工　413,553重量トン
※三菱重工400型タンカーは全6隻が建造されたが、後の4隻は海外の他船社向けであった。